# Мисиханешти (Бакау)
Мисиханешти (рум. Misihănești) насеље је у Румунији у округу Бакау у општини Рошиори. Oпштина се налази на надморској висини од 292 m.

## Становништво
Према подацима из 2002. године у насељу је живело 27 становника, од којих су сви румунске националности.